# We’re Not Gonna Take It
We’re Not Gonna Take It – piosenka rockowa zespołu Twisted Sister, wydana w 1984 roku jako singel promujący album Stay Hungry

## Historia
Piosenka jest hymnem sprzeciwiającym się autorytetom. Ma ona charakter uniwersalny, jako że nie wymienia konkretnych grup. Zdaniem Dee Snidera było to zamierzone działanie, dzięki czemu piosenka była rozpowszechniona na imprezach, protestach czy wiecach politycznych.
Proces powstania utworu sięga 1980 roku. Inspiracją dla podstawowej melodii utworu był hymn „Adeste Fideles”, przy czym problematyczną kwestią było wymyślenie melodii zwrotki. Snider dokończył tworzenie piosenki po wysłuchaniu albumu Pyromania Def Leppard. Muzyk zauważył bowiem, że w wielu piosenkach Def Leppard melodia zwrotki była wariacją melodii refrenu, co umożliwiło Sniderowi dokończenie piosenki. Końcowe wersy utworu pochodzą z filmu Menażeria z 1978 roku.
Do utworu powstał teledysk w reżyserii Marty’ego Callnera, przy czym był to debiut reżyserski Callnera. Przyczyną, dla której Atlantic Records zwróciło się do Callnera z prośbą o stworzenie klipu, było jego doświadczenie komediowe i muzyczne. Teledysk charakteryzuje się kreskówkową przemocą, a główną rolę odgrywa w nim młodzieniec, zamieniający się w Snidera, który buntuje się przeciwko ojcu. Rolę ojca zagrał Mark Metcalf, który na początku klipu krytykuje syna i pyta go, co ten chce zrobić ze swoim życiem, w odpowiedzi słysząc, że jego syn chce rocka. Częsta emisja teledysku w MTV zapewniła zespołowi popularność.
W 1985 roku Parents Music Resource Center (PMRC) opublikował utwór na liście Filthy 15, zawierającej szczególnie obraźliwe utwory muzyczne. Z tego powodu 19 września Dee Snider zeznawał w Senacie Stanów Zjednoczonych. Wokalista utrzymywał, że tekst piosenki nie sugeruje w żaden sposób przemocy, a PMRC pomyliło znaczenie tekstu z teledyskiem, który jego zdaniem był wariacją na temat kreskówki Wiluś E. Kojot i Struś Pędziwiatr.

## Odbiór
Singel zdobył w Kanadzie status ośmiokrotnej platyny, w Stanach Zjednoczonych – status złotej płyty, a w Wielkiej Brytanii – srebrnej.
| Lista             | Pozycja | Źródło |
| ----------------- | ------- | ------ |
| Kanada            | 6       | [ 6 ]  |
| Nowa Zelandia     | 2       | [ 7 ]  |
| Szwecja           | 10      | [ 7 ]  |
| Stany Zjednoczone | 21      | [ 1 ]  |
| Wielka Brytania   | 58      | [ 1 ]  |

## Wykorzystanie
Piosenka była wykorzystana podczas kampanii prezydenckiej Partii Republikańskiej w 2012 roku (z dezaprobatą Snidera), kampanii Donalda Trumpa w 2015 roku, a także podczas strajków nauczycieli w Oklahomie w 2018 roku. Utwór pojawił się w takich filmach, jak Żelazny Orzeł (1986), Corky Romano (2001), Przystanek miłość (2001), Alvin i wiewiórki: Wielka wyprawa (2015), Emotki. Film (2017) i Player One (2018).
Utwór był coverowany kilkadziesiąt razy, m.in. przez Less Than Jake (1998), The Huntingtons (1998), A Global Threat (1999), Bif Naked (2000), Children of Bodom (2001), Joan Jett (2001), Donots (2002), Total Chaos (2004), Voltaj (2004), Los Mox (2006), Hellsongs (2008), Gov’t Mule (2010), Common Rotation (2011), Powerman 5000 (2011), ApologetiX (2014) i Hayseed Dixie (2015). Sample piosenki wykorzystali m.in. Weird Al Yankovic („Hooked on Polkas”, 1985), No Use for a Name („Final Track Medley”, 1995), Girl Talk („Play Your Part (Pt. 1)”, 2008), Partyraiser („Coco’s Revenge”, 2018) i The Hood Internet („1984”, 2020).